# Let's Dance Junior
Let's Dance Junior var en danstävling under 2016 på TV4 Play med Marie Serneholt och Morgan Alling som programledare och Tony Irving, Ann Wilson och Cecilia Lazar som domare. Programmet är baserat på TV-programmet Let's Dance. Första programmet publiceras den 15 april 2016. Vinnare blev Inez Lindfeldt och Emil Magnusson.

## Programmet
I programmet tävlade ett kändisbarn eller barn till en kändis med en dansare i att vara bäst i dans.

## Tävlande
- Simon Öfvergård och Tilde Backlund
- Jane Nwapa och Oscar Malmcrona
- Olle Jansson och Mikaela Rännare
- Julius Jimenez Hugoson och Johanna Lindholm
- Ida Hedlund Stenmarck och Josef Hatem Lindkvist
- Cleo Andersson och Kaspar Olsson
- Adam Gutniak och Liya Norrby
- Inez Lindfeldt och Emil Magnusson
- Charlie Aliaga och Yasmin Valfridsson Hughes
- Elsa Jelvefors Aro och Bagration Borovsky